# Аб-Аск
Аб-Аск (перс. اب اسك) — село в Ірані, у дегестані Бала-Ларіджан, у бахші Ларіджан, шагрестані Амоль остану Мазендеран. За даними перепису 2006 року, його населення становило 581 особу, що проживали у складі 170 сімей.

## Клімат
Середня річна температура становить 7,82 °C, середня максимальна – 24,21 °C, а середня мінімальна – -9,42 °C. Середня річна кількість опадів – 208 мм.
| Клімат поселення                              | Клімат поселення | Клімат поселення | Клімат поселення | Клімат поселення | Клімат поселення | Клімат поселення | Клімат поселення | Клімат поселення | Клімат поселення | Клімат поселення | Клімат поселення | Клімат поселення | Клімат поселення |
| Показник                                      | Січ.             | Лют.             | Бер.             | Квіт.            | Трав.            | Черв.            | Лип.             | Серп.            | Вер.             | Жовт.            | Лист.            | Груд.            |                  |
| Середній максимум, °C                         | 0,09             | 1,01             | 4,80             | 11,81            | 16,90            | 21,12            | 24,21            | 23,96            | 20,41            | 14,77            | 8,84             | 3,48             |                  |
| Середня температура, °C                       | −4,67            | −3,75            | 0,05             | 7,05             | 12,16            | 16,36            | 19,37            | 19,12            | 15,58            | 9,94             | 4,01             | −1,38            |                  |
| Середній мінімум, °C                          | −9,42            | −8,5             | −4,72            | 2,30             | 7,39             | 11,60            | 14,54            | 14,30            | 10,74            | 5,11             | −0,83            | −6,2             |                  |
| Норма опадів, мм                              | 24               | 26               | 40               | 30               | 25               | 7                | 5                | 3                | 2                | 12               | 15               | 19               |                  |
| Середньомісячна швидкість вітру, м/с          | 1.37             | 2.14             | 2.58             | 2.83             | 2.62             | 2.30             | 2.20             | 2.01             | 1.98             | 2.00             | 1.79             | 1.48             |                  |
| Середньомісячна сонячна радіація, кДж/м²·день | 9304             | 11844            | 14413            | 17845            | 21640            | 25490            | 25319            | 23250            | 19982            | 14770            | 10909            | 8884             |                  |
| --------------------------------------------- | ---------------- | ---------------- | ---------------- | ---------------- | ---------------- | ---------------- | ---------------- | ---------------- | ---------------- | ---------------- | ---------------- | ---------------- | ---------------- |
| Джерело:                                      |                  |                  |                  |                  |                  |                  |                  |                  |                  |                  |                  |                  |                  |